# Rikers Island
Rikers Island, o più semplicemente Rikers, è una piccola isola compresa nel territorio della città di New York.
L'isola è sede di una delle istituzioni penitenziarie e delle istituzioni mentali più grandi del mondo ed è stata descritta come la prigione più famosa di New York. Il complesso, inaugurato nel 1932 e gestito dal Dipartimento di correzione di New York City, ha un budget di $860 milioni l'anno, uno staff di 9 000 ufficiali e 1 500 civili che gestiscono 100 000 ammissioni all'anno e una popolazione media giornaliera di 10 000 detenuti. Circa l'85% dei detenuti a Rikers Island non è stato condannato per un crimine. I detenuti includono imputati pre-sentenziati, detenuti senza cauzione o in custodia cautelare. Il resto della popolazione è stata condannata e sta scontando pene brevi. Secondo uno studio fatto nel 2015 dal Vera Institute of Justice, detenere una persona per un anno a Rikers Island costa circa 556539 $.
Rikers Island ha una cattiva reputazione causata dall'abuso e dall'abbandono dei detenuti; ciò ha attirato l'attenzione dei media e delle autorità giudiziarie che hanno portato a numerose sentenze contro il governo di New York. È anche nota per numerosi assalti da parte di detenuti sul personale in divisa e sui civili, con conseguenti lesioni, spesso gravi. Nel maggio 2013, Rikers Island si è classificata come una delle dieci peggiori strutture correzionali negli Stati Uniti, basata sui rapporti pubblicati sulla rivista Mother Jones. La violenza sull'isola di Rikers è aumentata negli ultimi anni. Nel 2015 ci sono stati 9 424 assalti, il numero più alto in 5 anni.
Nel 2017, il sindaco Bill de Blasio ha annunciato la sua intenzione di chiudere il complesso carcerario a Rikers Island entro 10 anni, se i tassi di criminalità della città rimangono bassi e la popolazione di Rikers è ridotta da 10 000 a 5 000. Ha pubblicato i dettagli del suo piano in un rapporto intitolato "Più piccolo, più sicuro, più equo: una roadmap per chiudere Rikers Island" il 22 giugno. Nel febbraio 2018, una commissione di supervisione dello stato ha suggerito che New York potrebbe chiudere la struttura prima di tale scadenza.
Nell'ottobre 2019, il Consiglio di New York ha votato per chiudere la struttura entro il 2026.

## Complesso e strutture
Il complesso dell'Isola di Rikers, che comprende dieci carceri, contiene detenuti locali che sono in attesa di processo e non possono permettersi una cauzione; e quelli temporaneamente messi lì in attesa di trasferimento in un'altra struttura. Rikers Island non è quindi una prigione secondo la terminologia statunitense, che in genere detiene i trasgressori che scontano condanne a lungo termine. Ospita dieci delle 15 strutture del Dipartimento della correzione di New York City e può ospitare fino a 15 000 carcerati.
L'unico accesso stradale per l'isola è dal distretto del Queens, il Francis Buono Bridge è lungo oltre 1,28 km, costruito il 22 novembre 1966 dal sindaco John Lindsay. Prima che il ponte fosse costruito, l'unico accesso all'isola era con il traghetto.
Il North Infirmary Command, che era chiamato l'infermeria di Rikers Island, è usato per ospitare detenuti che richiedono un'estrema custodia protettiva, detenuti con particolari esigenze di salute, detenuti malati di mente e detenuti sottoposti a disintossicazione dalla droga. Il resto delle strutture, tutte costruite negli ultimi 67 anni, costituiscono questa "città di prigione". C'è anche il Vernon C. Bain Correctional Center, una chiatta galleggiante. Ci sono scuole, cliniche mediche, campi da pallacanestro, cappelle, palestre, programmi di riabilitazione dalla droga, negozi di alimentari, barbieri, una panetteria, una lavanderia a gettoni, una centrale elettrica, una pista da corsa, una sartoria, una tipografia, un deposito di autobus e persino un autolavaggio.

## Abusi sui detenuti
Rikers Island è diventata famigerata negli ultimi anni per una "cultura dell'abuso" ed è stata oggetto di una serie di indagini e sentenze.

### Provvedimenti correlati
Nel 1986, una corte d'appello federale decretò che le perquisizioni non potevano essere eseguite su persone arrestate per accuse di reati minori. Il caso stesso è stato portato da Ann Weber, che è stata arrestata per aver presentato un reclamo su una chiamata al 911, dopo che suo figlio è stato aggredito mentre lasciava il matrimonio della figlia. Fu portata in carcere, ancora vestita in abiti da cerimonia, chiusa in una cella, e costretta a spogliarsi.
Prima di questa decisione, tutti i prigionieri portati a Rikers, a prescindere dal livello delle loro accuse, erano perquisiti. Queste ricerche spesso si svolgevano in gruppi da 10 o 12 e riguardavano le ricerche genitali e anali. Nonostante la sentenza della corte, la pratica è continuata, costando ai contribuenti di New York un totale di $81 milioni in risarcimenti alle vittime di queste ricerche illegali. Nel 2001, è stata raggiunta una sentenza a New York che rinforzava l'illegalità delle perquisizioni a tappeto per i detenuti per reati minori e chiedeva che la città pagasse fino a $50 milioni alle decine di migliaia di persone che sono state illegalmente perquisite nel corso degli anni.
Tuttavia, la pratica non è morta. Un altro caso è stato presentato contro la città nel 2007 per l'esecuzione di ricerche su detenuti portati a Rikers per accuse di reato. Il 4 ottobre 2007, il Dipartimento per le rettifiche della città di New York ha ammesso che decine di migliaia di detenuti nonviolenti portati a Rikers Island per accuse di reati minori sono stati erroneamente sottoposti a strascichi in violazione di un accordo giudiziario del 2002 e hanno diritto al risarcimento.

### Assalto sessuale
In un presunto caso di stupro del luglio 2008 riportato da The Village Voice il 5 agosto 2008, la presunta vittima ha affermato "qualcuno è entrato nella sua cella nel centro di Rose M. Singer da 1 000 posti letto mentre dormiva, poco prima delle 6 del 3 luglio, diceva che l'intruso l'ha legata e imbavagliata con le lenzuola e poi ha usato un oggetto sessuale per assalirla. Altri detenuti potrebbero aver agito come guardiani durante il presunto assalto. La donna, che era stata trattenuta per accuse di furto negli ultimi tre mesi, è stata scoperta verso le 6 del mattino da un ufficiale e un capitano che stavano visitando l'edificio. L'ufficiale l'ha vista sdraiata sulla schiena sul pavimento della sua cella con lenzuola avvolte intorno al collo, agli occhi, alla bocca e alle gambe. L'incidente è stato riferito al comando centrale alle 7:30 del mattino, e la donna è stata trasportata al Centro Ospedaliero Elmhurst.

### Brutalità da parte delle guardie
Il 1 giugno 2007, il capitano Sherman Graham e il vice direttore aggiunto Gail Lewis sono stati arrestati dal Dipartimento investigativo di New York per aver coperto un assalto a un detenuto. L'arresto arrivò dopo che entrambi furono incriminati da un Gran giurato del Bronx. Si sostiene che il 4 ottobre 2006 Graham abbia aggredito un detenuto dopo essersi rifiutato di conformarsi alle procedure di perquisizione presso il Robert N. Davoren Centre. L'aggressione si è verificata di fronte a 15 reclute dell'Accademia di correzione in allenamento. Dopo l'assalto, Graham ordinò alle reclute di scrivere sui Rapporti dei Testimoni dell'Uso della Forza che Graham aggredì il detenuto per autodifesa dopo che il detenuto pestò Graham. Lewis, che era il supervisore di Graham, non intervenne per fermare l'attacco. Lewis ha anche presentato un falso rapporto su Testimonianza della Forza. Le accuse contro Graham includono 16 conteggi di Falsifying Business Records, 16 conteggi dell'offerta di un falso strumento per il deposito in primo grado, 16 conteggi di cattiva condotta ufficiale, un reato di classe A e un conteggio di tentativo di assalto in terzo grado. Lewis è stato accusato di Falsifying Business Records, offrendo un falso strumento per il deposito e la cattiva condotta ufficiale.
Graham e Lewis sono stati riconosciuti colpevoli di ogni accusa da una giuria del Bronx il 14 maggio 2012. La giuria ha impiegato circa tre ore per deliberare un verdetto di colpevolezza. Lewis è stato in grado di andare in pensione a dicembre 2009. Graham fu licenziato dal Dipartimento di Correzione in seguito al verdetto di colpevolezza. A fronte di quattro anni di reclusione, Graham e Lewis furono entrambi condannati a 500 ore di servizio alla comunità e condannati a pagare multe di 1000 $ il 7 agosto 2012, quando furono condannati.

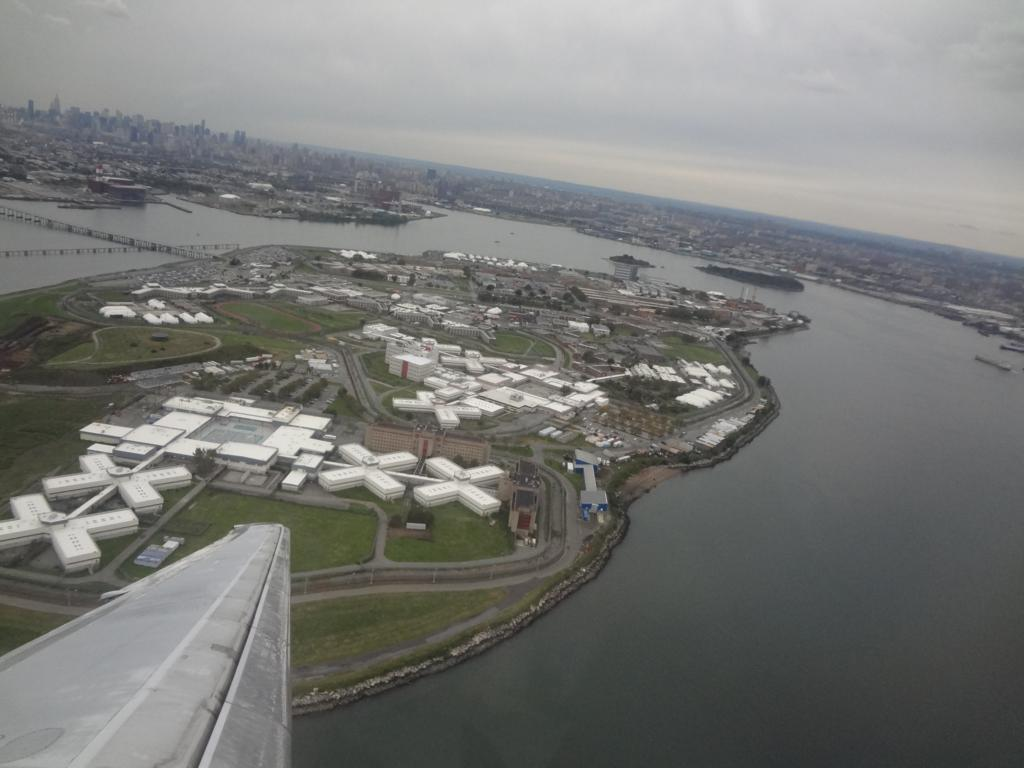
Rikers Island vista da un aereo nel 2012

### Isolamento
Il Dipartimento delle correzioni di New York ha riferito che nell'anno 2012 più del 14,4% degli adolescenti detenuti a Rikers Island tra i 16 e i 18 anni sono stati detenuti in almeno un periodo di isolamento. La durata media in isolamento a Rikers Island era di 43 giorni. Oltre il 48% degli adolescenti in questa istituzione ha diagnosticato problemi di salute mentale.
Il 28 agosto 2014 è stata approvata una legge che promuoveva la supervisione dell'uso della detenzione in isolamento a Rikers Island, a seguito di un'intensa protesta pubblica dopo vari abusi nella prigione. La legge impone al carcere di pubblicare relazioni trimestrali sul loro uso della detenzione in isolamento, ma non include disposizioni riguardanti la protezione dei prigionieri contro la brutalità delle guardie o la limitazione all'uso della reclusione in isolamento come punizione.

### Trattamento sui malati di mente
Dal 2014, il sindaco Bill de Blasio ha iniziato a prendere provvedimenti contro gli abusi aggiungendo telecamere di sorveglianza e migliorando le cure per i detenuti malati di mente.
Il 29 settembre 2014, il giudice Tynia Richard ha offerto un forte rimprovero al Dipartimento delle Correzioni, raccomandando che siano licenziati sei agenti di correzione. Questo gruppo, guidato dal capitano Budnarine Behari, aveva partecipato al brutale pestaggio di Robert Hinton, un detenuto malato di mente, mentre era legato ad una sedia, perché aveva protestato per essere stato spostato dalla sua cella. Gli altri detenuti osservarono Hinton mentre veniva trascinato giù per i corridoi mentre era legato e poi portato in una cella di isolamento dove è stato picchiato brutalmente. Sebbene questa sentenza sia stata una delle più severe contro il Dipartimento delle Correzioni in molti anni, erano passati quasi due anni tra la sentenza del Dipartimento di giustizia e quella del pestaggio, durante i quali gli autori di questo attacco erano stati coinvolti in più percosse a Rikers Island.

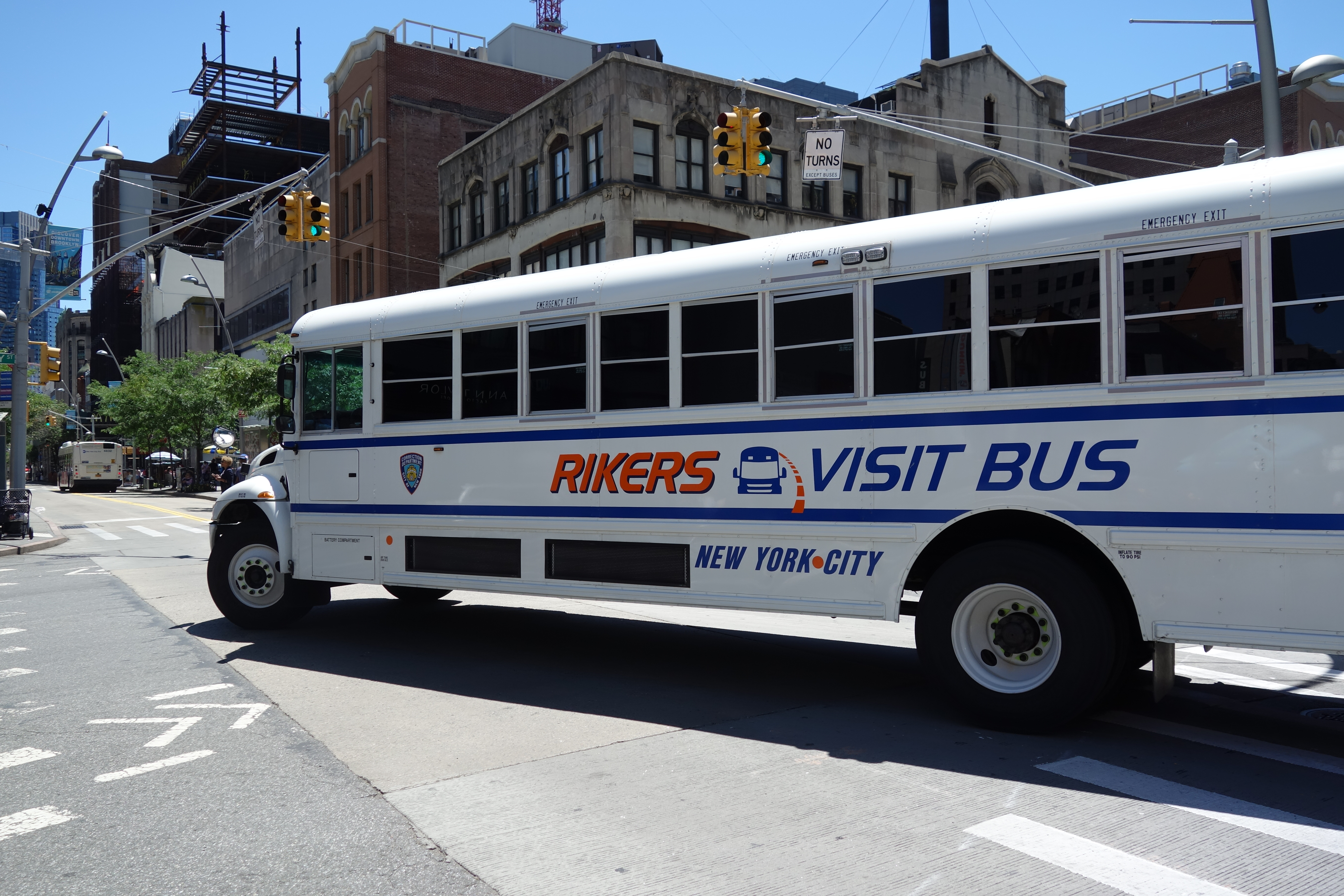
Un autobus da visita a Rikers Island

### Trattamento sui detenuti LGBT
L'unità segregata a Rikers per i detenuti LGBT, conosciuta come "gay housing", è stata chiusa nel dicembre 2005, citando la necessità di migliorare la sicurezza. L'unità era stata aperta negli anni '70 a causa delle preoccupazioni relative all'abuso di detenuti LGBT nella detenzione preventiva. Il piano ampiamente criticato dal Dipartimento della correzione di New York City è stato quello di ristrutturare la classificazione dei prigionieri e creare un nuovo sistema di custodia cautelare che includesse un blocco di 23 ore al giorno per lo spostamento di detenuti vulnerabili ad altre strutture. Mentre in precedenza tutto ciò che era richiesto era una dichiarazione di omosessualità o l'aspetto di essere transgender, i detenuti che vogliono la custodia protettiva ora sarebbero tenuti a richiederlo in un'udienza speciale.

## Detenuti deceduti

### Jason Echevarria
Il 18 agosto 2012 Jason Echevarria ha ingoiato del detersivo in polvere che era stato dato ai detenuti per ripulire le loro celle, dopo che c'era stata una perdita di liquami dai bagni. Echevarria ha iniziato a vomitare e a gridare per i forti dolori. Terence Pendergrass, il supervisore dell'unità, è stato informato da un ufficiale delle condizioni di Echevarria. Secondo il New York Times, "il comandante ha detto all'ufficiale di non disturbarlo a meno che non ci fosse un cadavere". Diversi agenti sono passati attraverso la sua unità ma non ha ricevuto cure mediche ed è stato trovato morto nella sua cella il mattino seguente. Il medico legale ha condannato la sua morte come un omicidio per "negligenza e rifiuto delle cure mediche".
Jason Echevarria soffriva di disturbo bipolare ed era alloggiato nell'unità riservata ai detenuti malati di mente. Ad un certo punto era stato messo in isolamento dopo diversi tentativi di suicidio.
Terrance Pendergrass è stato retrocesso e sospeso senza stipendio a seguito dell'incidente, nel dicembre 2014 è stato condannato per un conteggio di aver negato l'assistenza medica di Echevarria causando la morte. Nel giugno 2015 Terrance Pendergrass è stato condannato a cinque anni di carcere. Nel novembre 2015, alla famiglia di Echevarria è stato assegnato un accordo di $3,8 milioni.

### Ronald Spear
Nel 2012, il 52enne Ronald Spear era in attesa di giudizio a Rikers Island e, a causa di un'insufficienza renale, è stato detenuto nel North Infirmary Command. Camminava con un bastone e indossava un braccialetto che diceva "rischio di caduta". Il 19 dicembre 2012, Spear ha lasciato il suo dormitorio e ha chiesto di vedere un medico. Brian Coll, ora un ex ufficiale, e Ronald Spear hanno avuto un litigio quando a Spear è stato detto dal dottore non poteva essere visto quel giorno. Coll iniziò ad aggredire Spear con pugni in faccia e sul corpo. Secondo il New York Times, "Un altro agente ha afferrato che il signor Spear con l'aiuto del signor Byron Taylor, ex ufficiale, lo hanno inchiodato." La denuncia dice che Mr.Coll ha preso a calci Mr.Spear diverse volte al volto. Quando una squadra medica di Rikers Island raggiunse Spear, non reagì e, dopo falliti tentativi di rianimarlo, fu dichiarato morto. Un'inchiesta sull'incidente ha scoperto che Brian Coll e altri due ufficiali hanno cospirato per nascondere la morte di Spear.
Nel 2016, Brian Coll è stato condannato per omicidio derivante dalla privazione dei diritti e un conteggio di cospirazione per ostacolare la giustizia. Byron Taylor si è dichiarato colpevole. Anthony Torres si è dichiarato colpevole di un conteggio di cospirazione per ostacolare la giustizia ed aver archiviato rapporti falsi e una denuncia.

### Bradley Ballard
Bradley Ballard, ha sofferto di schizofrenia e diabete, è stato inviato a Rikers nel giugno 2013 per violazione della libertà vigilata per non aver segnalato un cambio di indirizzo. A luglio fu mandato nel reparto di psichiatria del Bellevue Hospital Center dove rimase per 38 giorni prima di essere rispedito a Rikers.
Il 4 settembre 2013, Ballard è stato rinchiuso nella sua cella come punizione per aver fatto gesti inappropriati a un ufficiale femminile. Secondo il New York Times, "Non è entrata nessuna infermiera, dottore o altro fornitore di servizi medici o di salute mentale'". L'11 settembre, Ballard morì all'età di 39 anni, essendo stato rinchiuso nella sua cella per sette giorni senza accesso alle sue medicine o alle sue cure mediche. Quando finalmente gli agenti sono andati in aiuto di Ballard, era nudo, insensibile e coperto di feci. I suoi genitali erano gonfi e gravemente infetti, feriti subito dopo aver legato una fascia attorno al genitale. Secondo il New York Times, circa 129 detenuti, il 77% dei quali sono stati diagnosticati come malati di mente, hanno subito "gravi ferite" in scontri con le guardie carcerarie per un periodo di 11 mesi nel 2013. Queste lesioni sono state "oltre la capacità" dei medici del carcere. Un altro articolo del Times affermava che "la causa legale diceva: 'Invece di fornire l'assistenza critica necessaria il personale medico e addetti sapevano che il signor Ballard non sarebbe sopravvissuto senza farmaci." Nel 2016, la città ha accettato di pagare $5,75 milioni per risolvere la causa.

### Jerome Murdough
Il 15 febbraio 2014, Jerome Murdough, un senzatetto in prigione con l'accusa di sconfinamento, è stato trovato morto nella sua cella. Dopo essere stato in prigione per una settimana, è morto per la sovraesposizione al calore. La sua cella aveva oltre 100°F e aveva preso farmaci da prescrizione che aumentano la sensibilità al calore. Murdough si era lamentato per le ore al caldo, ma era stato ignorato dalle guardie. Murdough era stato arrestato per essersi accampato sulla tromba delle scale di un edificio della New York Housing Authority durante il congelamento del vortice polare del 2014; la sua cauzione era stata fissata a $2,500.

### Rolando Perez
Nel gennaio 2014, Rolando Perez è stato arrestato per furto con scasso e in attesa di processo a Rikers. Perez ha sofferto di un grave disturbo convulsivo dall'età di 16 anni e da allora ha assunto farmaci per controllare i suoi attacchi. Perez era detenuto in isolamento dopo aver litigato con un altro detenuto. In un video esclusivo, ottenuto da Eyewitness News, Perez viene sentito urlare per avere le sue medicine. Dopo essergli state negate, all'età di 36 anni, Perez è stato trovato morto a causa di crisi epilettiche e problemi cardiaci.

### Eugene Castelle
Originario di Staten Island, Eugene Castelle, stava combattendo una dipendenza da antidolorifici quando è arrestato in Florida per possesso di eroina con l'intento di venderla. Eugene ha violato i termini di un accordo di patteggiamento relativo alla droga a New York. Il 2 novembre 2016 Castelle è stata inviata a Rikers ed è stata trovata morta sei giorni dopo presso il Centro Anna M. Kross. Secondo il Daily News, "Un detenuto ha dichiarato a The News che Castelle aveva preso una dose di metadone, usando la prescrizione di un altro detenuto quando morì. Castelle stava vomitando e stava lottando per restare in piedi... Un altro detenuto ha aiutato Castelle a chiedere il servizio di guardia medica. L'ufficiale addetto stava dormendo, e li ha ignorati, ha detto il detenuto."

## Nella cultura di massa
- Nel popolare show della HBO The Night Of - Cos'è successo quella notte?, la violenza, la droga e gli abusi sessuali perpetrati a Rikers Island sono presentati dal punto di vista di qualcuno che non è un criminale.
- La corruzione e gli abusi sui carcerati a Rikers Island sono stati l'ambientazione del romanzo poliziesco del 2015 Pannino Is Dead di Marc Zirogiannis, basato su esperienze reali del 2009.[35]
- Lana Del Rey fa riferimenti al complesso nella sua canzone del 2011 Off to the Races, che è stata pubblicata per la prima volta sull'EP Lana Del Rey.
- Jim Carroll ha fatto riferimento alla storia delle violenze dell'isola nella sua hit del 1979 "People Who Died, in particolare nel verso "Hey, so che è pericoloso, ma sicuramente batte Rikers".
- Il rapper Lil Wayne ha rilasciato nel 2016 Gone Til 'November: A Journal of Rikers Island: un diario che descrive il suo periodo di otto mesi a Rikers nel 2010 sulle accuse per possesso di armi da fuoco.
- Il duo Kool G Rap & DJ Polo ha pubblicato un brano intitolato Rikers Island che descrive la vita nella struttura, originariamente come B-side nel 1987, e un singolo indipendente dal loro secondo album Wanted: Dead or Alive nel 1990.
- Il videogioco Tom Clancy's The Division descrive i detenuti della struttura in fuga durante un'epidemia di vaiolo a New York, e scatenando il caos a Manhattan, prendendo di mira e brutalizzando gli agenti di polizia, mentre terrorizza i civili.
- La serie di Amazon Mozart in the Jungle presenta Rikers Island nella terza stagione Episodio 7 (Not Yet Titled), mentre l'orchestra suona un concerto in prigione.
- Nella serie di mini documentari BET, Rikers Island è diventata famosa negli ultimi anni per una "cultura dell'abuso": Time: The Kalief Browder Story presenta Kalief Browder ai tempi di Rikers Island.
- Negli episodi di Law and Order Intersecting Lives e Heartfelt Passages del 2016 un ufficiale di correzioni è perseguito per una serie di abusi sessuali di detenute a Rikers Island.
- In Proposition Infinity, un episodio del 2010 di Futurama, l'isola appare come "Will Rikers Island", ribattezzata nel futuro dello show in onore di William Riker, il personaggio di Star Trek: The Next Generation.